# ジャグラー ニューヨーク25時
『ジャグラー ニューヨーク25時』（原題：Night of The Juggler）は、1980年のアメリカ合衆国の映画。監督はロバート・バトラー、出演はジェームズ・ブローリンなど。
邦題については『ジャグラー/ニューヨーク25時』とも表記される。

## キャスト
※括弧内は日本語吹替（初回放送1985年2月2日『ゴールデン洋画劇場』）
- ジョン・ボイド：ジェームズ・ブローリン（内海賢二）
- マリア：ジュリー・カーメン（潘恵子）
- ソルティック：クリフ・ゴーマン（青野武）
- トネリ警部：リチャード・S・カステラーノ（ケーシー高峰）
- バーバラ：リンダ・ミラー
- キャシー：アビー・ブルーストーン
- バーンズ巡査部長：ダン・ヘダヤ
- 説教師：バートン・ヘイマン
- ラリー：サリー・ボイヤー
- アレサンドロ：マンディ・パティンキン

## スタッフ
- 監督：ロバート・バトラー
- 製作：ジェイ・ウェストン
- 製作総指揮：アーノルド・コペルソン
- 原作：ウィリアム・P・マッギヴァーン
- 脚本：ビル・ノートン・Sr、リック・ナトキン
- 撮影：ヴィクター・J・ケンパー
- 編集：アーガイル・ネルソン・Jr[2]
- 音楽：アーティ・ケイン

### 日本語版
- 演出：壷井正
- 翻訳：たかしまちせこ
- 調整：栗林秀年
- 効果：PAG
- 制作：グロービジョン